# Наушки (станция)
На́ушки — станция Восточно-Сибирской железной дороги на Трансмонгольской магистрали.
Расположена в посёлке городского типа Наушки Кяхтинского района Бурятии.
Пограничная станция. Многосторонний железнодорожный пункт пропуска «Наушки» Пограничного управления ФСБ России по Республике Бурятия. Таможенный пост.

## История
13 октября 1937 года был издан приказ НКВД СССР «О присвоении строительству железной дороги Улан-Удэ — Наушки
наименования „Строительство № 202“».
В 1937 году от станции началось строительство Трансмонгольской магистрали. Рабочее движение поездов открылось 15 января 1939 года.  Станция была введена в эксплуатацию в 1940 году. 23 декабря 1950 года прошёл первый поезд через российско-монгольскую границу на Улан-Батор.
Движение пригородных поездов по маршруту Загустай — Наушки и обратно (реформированный Улан-Удэ — Наушки) прекращено в 2014 году.

## Дальнее следование по станции
| № поезда | Маршрут движения     | № поезда | Маршрут движения     |
| -------- | -------------------- | -------- | -------------------- |
| 3        | Пекин — Москва       | 4        | Москва — Пекин       |
| 5        | Улан-Батор — Москва  | 6        | Москва — Улан-Батор  |
| 305      | Улан-Батор — Иркутск | 306      | Иркутск — Улан-Батор |
| 361      | Наушки — Иркутск     | 362      | Иркутск — Наушки     |